# North Eagle Butte
North Eagle Butte is een plaats (census-designated place) in de Amerikaanse staat South Dakota, en valt bestuurlijk gezien onder Dewey County.

## Demografie
Bij de volkstelling in 2000 werd het aantal inwoners vastgesteld op 2163.

## Geografie
Volgens het United States Census Bureau beslaat de plaats een oppervlakte van
33,0 km², waarvan 32,9 km² land en 0,1 km² water.

## Plaatsen in de nabije omgeving
De onderstaande figuur toont nabijgelegen plaatsen in een straal van 40 km rond North Eagle Butte.